# Régimen Escocés Rectificado de España

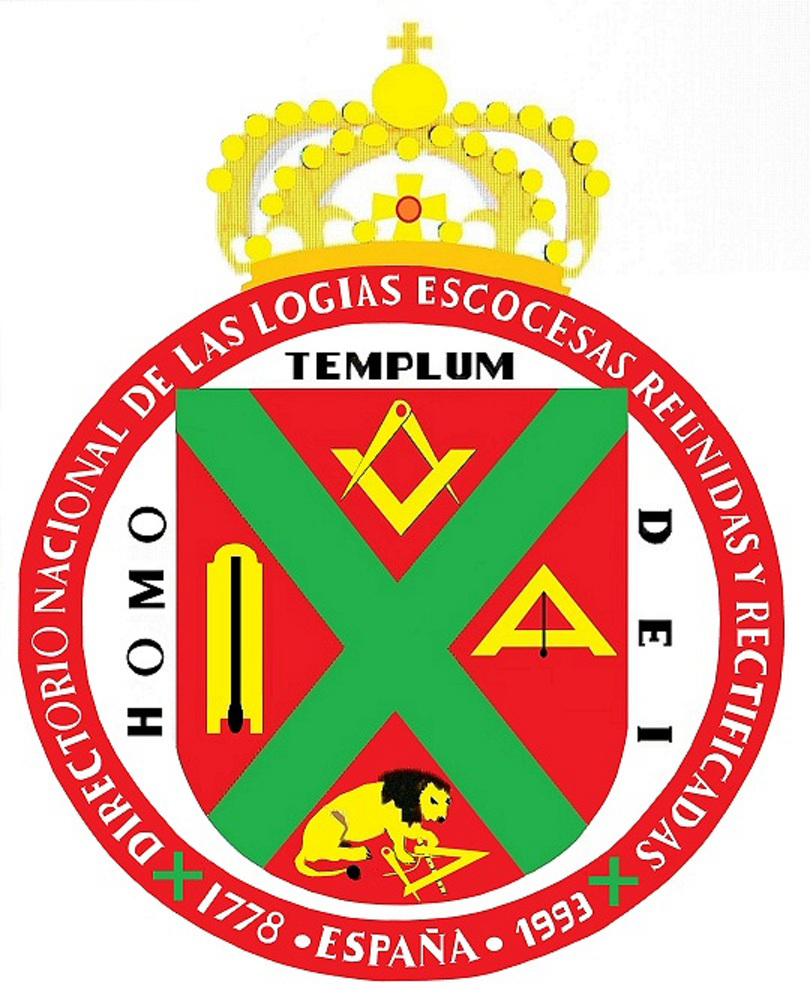
Directorio Nacional de Logias Escocesas Reunidas y Rectificadas, estructura del Régimen Escocés Rectificado de España, RERE, en quien confía la administración de las Logias de San Andrés.

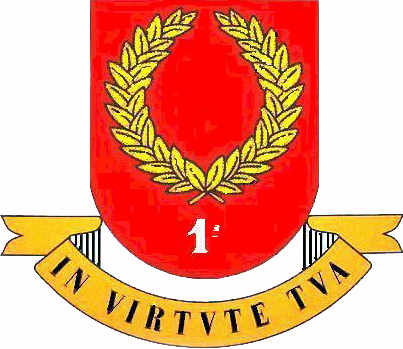
Armas de la I Provincia de la Orden de Caballeros Bienhechores de la Ciudad Santa, España, llamada Aragón, que el Régimen Escocés Rectificado de España, RERE, con jurisdicción en nuestro país ostenta.

El Régimen Escocés Rectificado de España, RERE, es la organización de Masonería Rectificada en España, dedicada a proteger la iniciación masónica y la difusión del código, estructura y principios del Régimen Escocés Rectificado, RER, en España, vigentes desde finales del siglo XVIII, algunos de ellos descritos en Rito Escocés Rectificado. Fue inscrita en el Registro Nacional de Asociaciones con el número 587010, y sometida a la legislación española.
Los términos "Régimen Escocés Rectificado" y "Rito Escocés Rectificado" no son, aunque el uso cotidiano los confunda, equivalentes.  El “régimen” tiene que ver con la organización estructural del sistema y es un concepto más amplio que el de “rito”, que se refiere a algo esencial que diferencia este “régimen” de otras obediencias masónicas, la práctica ritual propiamente dicha.

## Origen del Régimen Escocés Rectificado, RER
El Régimen Escocés Rectificado, RER, fue gestado en Francia entre 1774 y 1782, por dos grupos de masones de Lyon y Estrasburgo, entre los cuales podemos citar a Jean y Bernard de Turkheim y Rodolphe Saltzmann (Estrasburgo), y sobre todo a Jean-Baptiste Willermoz (Lyon 1730-1824), quién fue su plasmador, introduciendo, al mismo tiempo al cuerpo teórico las ideas de Martinez de Pasqually, (y, a través de Martínez de Pasqually, la visión de Emanuel Swedenborg).

### Historia en España
Con el retorno de la democracia a España la masonería, que había sido prohibida y reprimida durante el régimen anterior, renació.
Hacia fines de la década de 1970 varios Masones de Zaragoza viajaron a Francia para aprender la organización estructural y ritual del RER, dando origen en 1980 al Régimen Escocés Rectificado de España y a una (su primera) logia masónica "rectificada": la logia Guillem de Montrodón, con lo que,  existiendo ya una arquitectura concéntrica completa que trabajaba con continuidad ( RERE y Logia); tal y como lo diseñó Willermoz,  esta Logia fue legalizada, en 1981 con el n.º 272 de la Gran Logia Nacional Francesa y en 1982 por el Gran Priorato de las Galias (patente y legado del RER).
En junio de 1982, las primeras logias creadas tras el franquismo, de diferentes obediencias masónicas, conjuntamente solicitan al Gran Maestro de la Gran Logia Nacional Francesa la constitución de la Gran Logia de España, que se concretó el 6 de noviembre de 1982, siendo la Logia Masónica Guillem de Montrodón una de las 10 Logias constituyentes, quedando registrada con el n.º 6, según antigüedad.
A partir de lo anterior, el Régimen Escocés Rectificado de España se considera la organización de Masonería Rectificada que administra el RER en España basándose en el Código Masónico de Logias Reunidas y Rectificadas (ver bibliografía más abajo)  y el Código General de los Reglamentos de la Orden de los Caballeros Bienhechores de la Ciudad Santa, (C.B.C.S.), ambos aprobados en el Convento de las Galias, Lyon 1778, y refrendados posteriormente, a nivel europeo, en el Convento de Wilhelmsbad, Alemania, de 1782 (op. cit).
El Régimen Escocés Rectificado de España se impone la Regla Masónica de Wilhelmsbad (ver, más abajo, bibliografía) de Logias Masónicas y Rectificadas, y es una Organización de carácter iniciático, cristiano, masónico y caballeresco. Una diferenciación adicional con otras obediencias masónicas es la prohibición de entablar discusiones de contenido político o religioso en Logia masónica.
En la España actual, el Régimen Escocés Rectificado de España perteneciente a Gran Logia de España en sus tres primeros grados mantiene relaciones fraternales con el Gran Priorato Rectificado de España, reconociendo que éste también  mantiene y difunde los códigos, principios y rituales históricos del RER.<ref>RERE: [http://www.gpres.org

## Estructura
- Gran Logia Escocesa, para los grados de 1.er Aprendiz, 2.º Compañero y 3.er Maestro Masón. Se rige por su colegio de Oficiales y Venerables Maestros de sus Logias. Son llamadas Logias de San Juan, dirigidas por un Venerable Maestro, y a las que pueden asistir de todos grados del Régimen Escocés Rectificado.
- Directorio Nacional Escocés, administra las Logias de Maestros Escoceses, llamadas de Maestros Escoceses de San Andrés (MESA). Este 4.º grado es dirigido por un Diputado Maestro, que preside el Directorio Escocés, al que pueden asistir CBCS, EN y MESA del Régimen Escocés Rectificado.
- Capítulos de Encomienda 5.º Grado, dirigidos por un Comendador bajo el cual se instruye a Escuderos Novicios (EN), al que asisten CBCS y Escuderos Novicios (EN) del Régimen Escocés Rectificado.
- Capítulos de Prefectura de 6.º Grado de la Orden Interior, agrupa solamente a Caballeros Bienhechores de la Ciudad Santa (CBCS). Se rige por un Prefecto, que actúa también como gran Maestro Provincial del Régimen Escocés Rectificado.

## Reuniones según Grados Masónicos
El Régimen Escocés Rectificado de España es encabezado por un Presidente, y los integrantes pueden asistir a las reuniones según su grado masónico de la siguiente forma:
| Al Grado 1.º 2.º 3.º 4.º 5.º 6.º | Reunión Logias de San Juan Logias de San Andrés Capítulos Encomiendas Capítulos Prefecturas | Pueden Asistir Aprendices, Compañeros, Maestros, MESA, EN y CBCS Compañeros, Maestros, MESA, EN y CBCS Maestros, MESA, EN y CBCS MESA, EN y CBCS EN y CBCS CBCS |

## Citas y referencias
1. 1 2  Masonería Rectificada
2. ↑  Iniciación masónica Rectificada Logia Guillem de Montrodón
3. ↑  Asociaciones Ministerio del Interior Gobierno de España
4. ↑  Comprobar fichero denominaciones Asociaciones Gobierno de España
5. ↑  «Aviso Legal, Régimen Escocés Rectificado de España, RERE». Archivado desde el original el 10 de junio de 2012. Consultado el 25 de mayo de 2012.
6. ↑  ver Gran Logia de España: RÉGIMEN ESCOCÉS RECTIFICADO
7. ↑   Grand Priuré des Gaules: "Le Régime Écossais Rectifié est un système maçonnique et chevaleresque chrétien qui fut constitué en France dans le troisième quart du XVIIIe siècle....Le Régime Écossais Rectifié a été organisé entre 1774 et 1782 par deux groupes de maçons lyonnais et strasbourgeois, parmi lesquels on peut citer Jean et Bernard de Turkheim et Rodolphe Saltzmann (Strasbourg) et surtout Jean-Baptiste Willermoz (Lyon, 1730 - 1824) qui en fut l'âme pensante.L'architecture du régime fut son oeuvre, et c'est lui qui mit en forme la doctrine que celui-ci véhicule." en Le Régime écossais rectifié
8. ↑   Miguel Angel Lorca Historia del R.'.E.'.R
9. ↑  «Sinopsis Histórica, Masonería Rectificada». Archivado desde el original el 10 de junio de 2012. Consultado el 25 de mayo de 2012.
10. ↑  Por ejemplo: Javier García Blanco: Historia de la masonería en España; Ver también Miguel Ángel de Foruria y Franco: Breve historia de la Masonería Española (parte 5); etc
11. ↑  Gran Logia de España: “Muerto el dictador, a partir de 1.976 la Gran Logia Nacional Francesa autorizó la admisión de candidatos españoles en la Respetable Logia Simbólica "La Constance Catalana número 186", en los Valles de Perpignan (Francia).... El 14 de mayo de 1.977,  la Gran Logia Nacional Francesa consagró, en Barcelona, la primera Logia española, regular y reconocida, desde antes de la guerra civil. La Logia adoptó el título distintivo de Respetable Logia Simbólica de San Juan de Catalunya número 208, trabajando en el Rito Escocés Antiguo y Aceptado bajo la jurisdicción de la Gran Logia Provincial de Occitania.” en GRAN LOGIA DE ESPAÑA Archivado el 9 de septiembre de 2013 en Wayback Machine.
12. ↑  Régimen Escocés Rectificado de España, RERE, Masonería Rectificada
13. ↑  Primer encuentro inter-obedencial del RER en España  “El encuentro se realizará en los locales de la primera Logia Rectificada que existió en España (Guillem de Montrodon) y junto a los hermanos que recibieron el depósito original de la Orden Rectificada” los fundadores, matriz e impulso del RER en España.
14. ↑  «Logia Masónica Guillem de Montrodón, de Zaragoza». Archivado desde el original el 22 de abril de 2013. Consultado el 28 de mayo de 2012.
15. ↑  Aviso Legal Logia Masónica Guillem de Montrodón, de Zaragoza “http://www.logia-guillem-montrodon.es/ Archivado el 22 de abril de 2013 en Wayback Machine. es un dominio de internet propiedad del Régimen Escocés Rectificado, Organización inscrita en el Registro Nacional de Asociaciones con el número 587010, y sometida a la legislación española. En cumplimiento de la Ley Orgánica de Protección de Datos, la Logia Masónica Guillem de Montrodón del Régimen Escocés Rectificado de España, RERE, informa...”
16. ↑  «APUNTE HISTÓRICO DE LA GRAN LOGIA DE ESPAÑA». Archivado desde el original el 23 de julio de 2010. Consultado el 28 de mayo de 2012.
17. ↑  «CRONOLOGÍA HISTÓRICA DEL RER EN FRANCIA Y EN ESPAÑA: “En diciembre de 1982, la Gran Logia Nacional Francesa crea la Gran Logia de España a partir de las Logias de españoles que tenía agrupadas en su Distrito de España. Entre las Logias fundadoras figuraba la R.L. Guillem de Montrodón, creada el 21 de septiembre de 1981 por la G.L.N.F. y patentada con el número 272. Esta Logia, que desde el primer momento trabajó el Rito Escocés Rectificado, constituye el principio del Régimen Escocés Rectificado en nuestro país y será la primera de las Logias del R.E.R. que posteriormente se crearían en el seno de la G.L.E.”». Archivado desde el original el 10 de enero de 2012. Consultado el 28 de mayo de 2012.
18. ↑   RERE: “Llegada la democracia, la Masonería en España resplandeció, y el Régimen Escocés Rectificado de España fue la Organización Masónica que recuperó la Tradición histórica, la Masonería Rectificada en España” en Régimen Escocés Rectificado de España, RERE, Masonería Rectificada
19. ↑   Grand Priuré des Gaules:  Le Régime écossais rectifié (en francés)
20. ↑  Regla Masónica de Wilhelmsbad
21. ↑  por ejemplo: Bruno Abardenti, (Grand Maître de la Grand Priuré des Gaules): “Somos una obediencia masónica cristiana y caballeresca” en Une filiation initiatique chrétienne ininterrompue depuis le XVIIIe siècle... Archivado el 26 de febrero de 2014 en Wayback Machine. (en francés en el original)